# Cartoon Network (France)
 (juillet 2025).
Si vous disposez d'ouvrages ou d'articles de référence ou si vous connaissez des sites web de qualité traitant du thème abordé ici, merci de compléter l'article en donnant les références utiles à sa vérifiabilité et en les liant à la section « Notes et références ».
Pour les articles homonymes, voir Cartoon Network (homonymie).
L'article traite de la défunte version francophone locale de Cartoon Network. Pour la version paneuropéenne actuelle diffusée en français, voir Cartoon Network (Europe de l'Ouest)
Cartoon Network est une chaîne de télévision de Warner Bros. Discovery France. La version francophone de la chaîne Cartoon Network, diffusée en France et ses pays limitrophes dont la Suisse, la Belgique et le Luxembourg, est lancée le 17 septembre 1993, en canal partagé avec la chaîne Turner Network Television puis en chaîne francophone à plein temps, le 24 septembre 1997.
Le 25 septembre 2024 à 5h55, le canal propre français fusionne avec les contenus néerlandais, allemand, scandinave et portugais pour former Cartoon Network Europe de l'Ouest.

## Histoire

### Années 1990
La chaîne TNT Cartoon réunit deux programmes; l'un consacré au cinéma hollywoodien (TNT Classic Movies) et la chaîne de dessins animés Cartoon Network est lancée sur le satellite Astra, le 17 septembre 1993. Dès son lancement, TNT Cartoon diffuse en clair (sans nécessité de s'abonner) sur tout le territoire européen et notamment en langue française. Cette situation contrarie les câblo-opérateurs français ainsi que l'unique chaîne payante, Canal+, voyant dans la stratégie de Ted Turner une concurrence déloyale. Cette stratégie est également critiquée par les médias français et fait réagir l'industrie du cinéma invoquant l'exception culturelle française lors des renégociations du GATT. Le Conseil supérieur de l'audiovisuel (CSA) tente alors, en 1993, d'interdire la diffusion de la chaîne TNT Cartoon par satellite sur le territoire français, [réf. nécessaire] mais se heurte au droit européen autorisant sa télédiffusion en clair par satellite sur toute l'Europe, depuis Londres.
Face au succès du satellite gratuit et la croissance de ce marché, les câblo-opérateurs français demandent finalement au CSA de revoir sa décision et de les autoriser à diffuser TNT Cartoon sur leurs réseaux. Un accord est donc passé avec les dirigeants de la chaîne décidant de repousser l'horaire de diffusion des films à 22 h contre 20 h auparavant ; quelques films français sont également intégrés à la programmation, tels La Tête contre les murs ou Sois belle et tais-toi.
En 1995, Hervé Bourges, président du CSA, propose à ses homologues européens la création d'un organisme commun, afin, d'une part, d'accompagner le développement des réseaux multimédia (Internet)  et, d'autre part, de réglementer la diffusion des chaînes émettant depuis l'étranger. Cette proposition débouche sur la directive Services de médias audiovisuels (SMA), puis, en 2014, sur la création, par la Commission européenne, d'un groupe de régulateurs audiovisuels des différents états membres. La dénomination « Cartoon Network » est exploitée lors du passage en numérique des chaînes du groupe Turner, à la fin des années 1990. Le 24 septembre 1997, Cartoon Network a rejoint sur le câble en France.
Une version pour l'Europe du Sud (France, Espagne et Italie) est lancée en juin 1998. La chaîne italienne est devenue indépendante quelques mois après. Le 23 août 1999, les flux français et espagnols sont séparés. Ce n'est qu'à partir de novembre 1999 que les séries sont toutes officiellement et intégralement doublées en français.

### Années 2000
Ce n'est que durant le début des années 2000 que plusieurs adaptations françaises sont diffusées et qu'au fur et à mesure des années, la chaîne se francise. Avant 2000, de notables émissions telles que Cléo et Chico, Johnny Bravo, Le Laboratoire de Dexter, Monsieur Belette ou encore Courage, le chien froussard sont diffusées en version originale. Ce n'est qu'aux environs des années 2002 et 2003 que la chaîne diffuse intégralement ses programmes doublés en français mais garde traditionnellement et respectivement les versions originales à la demande.
Affiliée, à Cartoon Network aux États-Unis, Cartoon Network France reprend et diffuse essentiellement, à ses débuts, les grands classiques des studios Hanna-Barbera comme notamment Scooby-Doo, Les Jetson, Tom et Jerry ou encore Le Pacha, ainsi que d'autres séries d'animation classiques telles que Popeye, les respectables et célèbres Looney Tunes de Warner Bros. Animation et des dessins animés notables tels que Mort & Phil, Ed, Edd & Eddy et Beetlejuice. Au plus tard des années 2000, de nouveaux programmes apparaissent comme Power Paillettes (une émission uniquement consacrée aux filles), Youri Networski, Les Matins de Dexter, Toonami et Staraoke (2009). Également depuis 2001, par moments, la chaîne diffuse certains animes tels que Hi Hi Puffy AmiYumi, Fruits Basket, Détective Conan (2007), Naruto, Les Supers Nanas Zeta (2009),,,. En 2002, d'après une enquête de Médiamétrie « 4 spectateurs sur 10 ne sont plus des enfants : en effet, si les 4/14 ans représentent toujours la majorité du public (61 %), les adultes sont maintenant presque tout aussi assidus aux aventures de Capitaine Caverne et consorts (39 %). »

### Années 2010
En 2010, les licences cultes (Tom et Jerry, Looney Tunes, Scooby-Doo) ont toutes été déplacés vers Boomerang. La chaîne Boing est lancée, programmant toutes les séries des années 2000 de Cartoon Network. Dès 2011, Cartoon Network enrichit son catalogue avec Adventure Time, Regular Show et Le Monde Incroyable de Gumball, connaîssent un certain succès. La même année, la chaîne propose la « réalité augmentée », proposant des séries en 2D et 3D par le biais de leur bouquet Watch & Play.
En janvier 2012, pendant sept semaines, la chaîne laisse les téléspectateurs décider la diffusion de leurs émissions. En 2012, le jeu vidéo Cartoon Network : Le Choc Des Héros XL est annoncé en France sur Xbox 360 et Nintendo 3DS. Toujours en 2012, Ankama et la chaîne française passent un accord pour diffuser les deux premières saisons de Wakfu. À la rentrée 2013, Turner France annonce de nouveaux épisodes des séries Ben 10 : Omniverse, Dragons : Cavaliers de Beurk, Adventure Time, Le Monde incroyable de Gumball et Regular Show. Début 2014, après une année d'audience record, Turner annonce trois nouvelles séries que sont Oncle Grandpa, Steven Universe et Clarence. Le 13 mai 2014, la chaîne passe en haute définition sur le bouquet Canalsat.

### Années 2020
Le 10 janvier 2023, faute d'accord entre le groupe Canal et Warner Bros. Discovery France, la chaine quitte les offres Canal+,.
Le 18 avril 2023, Free annonce avoir conclu un accord avec Warner Bros. Discovery France, permettant à Cartoon Network et le reste des chaînes du groupe de revenir sur le service Freebox TV et OQEE by Free.
Le 4 septembre 2023, Toonami devient Warner TV Next et reprend la marque de Warner TV.
Le 11 juin 2024, à la suite de l'apparition de la plate-forme Max, Cartoon Network ainsi que les autres chaînes de Warner Bros. Discovery sont de retour sur les offres Canal+ proposant ce service.
Le 25 septembre 2024 à 5h55, le flux français de la chaîne est fusionné dans un flux commun pour l'Europe de l'Ouest.
En novembre 2024, Canal+ reprend la distribution de la chaîne dans ses offres,.

## Identité graphique
Le premier logo de Cartoon Network est représenté par un groupe de cases noirs et blancs dont chaque lettre est dedans. Lors de ces diffusions, le logo est placé en haut et à droite de l'écran et la chaîne est diffusée en 4:3. Ces premiers jingles représentent une ville peuplée de personnages de Cartoon Network Studios et de Hanna-Barbera Productions. En été 2006, le logo de Cartoon Network changea deux ans[précision nécessaire] après celui des États-Unis gardant ces mêmes jingles. Le second logo est un diminutif du premier logo (Cartoon Network est abrégé en CN) mais les cases sont en trois dimensions contrairement au premier logo en deux dimensions. En dessous des deux cases CN est rajouté Cartoon Network en petites lettres. Le dimanche 23 mars 2008, les jingles de Cartoon Network se mirent à changer. La ville des cartoons est remplacée par des animations de flèches multicolores colorant le fond.
Le mercredi 1er décembre 2010, le logo et les jingles de Cartoon Network changent, l'habillage Check it. est introduit devenant le slogan de la chaîne. Celui-ci utilise des visuels 3D, de la musique principalement électronique composée par Michael Kohler (Bluetube), un schéma de couleurs CMJN ainsi que les polices Gotham (Arrondie) et ITC Lubalin Graph (customisée).
Les jingles de la chaîne sont représentés par des animations de cases multicolores formant une salle.
Le troisième logo est semblable aux deuxième logo mais les cases CN ne sont plus en 3D mais en 2D ainsi que la police des lettres CN et Cartoon Network ont changé.
Les deux successeurs au premier logo ainsi que Cartoon Network Studios réutilisent néanmoins ce dernier :
- en 2006, la mention Cartoon Network ainsi que les lettres CN dans le logo sont de la même typographie que le premier logo ;
- en 2010, une nouvelle version de la typographie originale est instaurée, le premier logo est utilisé dans les jingles du premier habillage après la refonte de 2010 ;
- le logo actuel de Cartoon Network Studios utilise la police de 2010 avec la remasterisation du premier logo (à la fois de Cartoon Network mais aussi de Cartoon Network Studios)

Le logo est placé pour la première fois en bas et à droite de l'écran. La chaîne est ainsi diffusée en format 16:9.
Le lundi 7 juillet 2014, les jingles et les bandes annonces changent, l'habillage CHECK it. 3.0 est introduit (CHECK it. 2.0 n'étant qu'un changement mineur). Cet habillage reprend les grands codes de CHECK it. : même polices, même couleurs et même logo. Cependant, les visuels ont changé, la 3D est plate afin de créer un effet 2D et des animations de personnages colorés en CMJN sont utilisés dans les jingles. La musique est cette fois-ci composée par Impactist.
Le lundi 25 juillet 2016, la chaîne change son nouvel habillage (CHECK it. 4.0). Toujours les mêmes codes, mais cette fois-ci, les bases de l'habillage sont des dégradés de couleurs unies et des jingles comprenant des emojis customisés au personnages phares de la chaîne. La musique est encore une fois composée par Impactist.
Le lundi 4 septembre 2017, la chaîne accueille un nouvel habillage (Dimensionnel), celui-ci est assez semblable à CHECK it. 4.0, des dégradés sont utilisés et les musiques sont identiques. Cependant, un mix d'éléments 2D et 3D est présent, à l'effigie des personnages de la chaîne (d'où le nom Dimensionnel). Avant son introduction définitive, les jingles de cet habillage remplacent progressivement ceux du précédent.
En août 2022, Cartoon Network lance la campagne "Réinvente ton monde", centrée sur l'imagination et l'estime de soi, elle est présentée par la jeune musicienne Nandi Bushell, compositrice du nouveau thème musical du mouvement. L'habillage lié au mouvement n'a cependant pas été introduit sur la chaîne contrairement aux chaînes asiatiques et américaines.

Logo du 24 septembre 1997 au 19 août 2006
Logo du 19 août 2006 au 1er décembre 2010
Logo à l'antenne depuis le 1er décembre 2010

### Slogans
- Septembre 1997-décembre 2010 : « La chaîne jeunesse du rire et de l'humour »
- Du 1er décembre 2010 au 8 juillet 2014 : « CHECK it. »
- Du 1er décembre 2010 au 8 juillet 2014 : « À toi les exclusivités ! »
- Du 9 juillet 2014 à juin 2017 : « De l'aventure et du fun ! »
- De septembre 2017 à août 2022 : « La chaîne des drôles de super-héros »
- Depuis août 2022 à septembre 2024: « Réinvente ton monde »

### Voix off
- Boris Rehlinger (2006-2010)
- Christophe Lemoine (2008-2010)
- Nathanel Alimi (2011-2014)
- Damien Witecka (décembre 2010-)

## Programmes
Actuellement, il y a 22 séries disponibles sur la chaîne, celle-ci en perdant de plus en plus à la suite du rachat de Warner Bros. par Discovery. Uniquement les séries à succès tels que Teen Titans Go!, Le Monde Incroyable de Gumball, We Bare Bears et Craig de la Crique ont une bonne visibilité sur la chaîne, tandis que le reste est diffusé à des heures aléatoires durant la journée (heures scolaires).

### Programmation finale
- Abraca
- Adventure Time
- Ben 10 (2005)
- Ben 10 (2016)
- Ben 10: Alien Force
- Ben 10: Ultimate Alien
- Ben 10: Omniverse
- Coache-moi si tu peux
- Craig de la crique
- Dreamzzz
- Hero Inside
- Hilda
- L'armure de Jade
- La Colo Magique
- La Quête héroïque du valeureux Prince Ivandoe
- Le Monde Incroyable de Gumball
- Les Pérégrinations d’Archibald
- Les Super Nanas
- Ninjago : Les Maîtres du Spinjitzu
- Oncle Grandpa
- Ours pour un et un pour t'ours
- Pomme & Oignon
- Steven Universe
- Steven Universe Future
- Teen Titans Go!
- Totally Spies (à la suite de la disparition de Boing)
- We Baby Bears

### Anciennes séries
- Abraca
- Ace à toute vitesse
- Alien Bazar
- Allô la Terre, ici les Martin
- Angela Anaconda
- Animaniacs[27]
- Atomas, la fourmi atomique
- Les Aventuriers de Smithson High
- Baby Looney Tunes
- Battle B-Daman (ja)
- Batman
- Batman
- Batman
- Batman : L'Alliance des héros
- Batman, la relève
- Beetlejuice[27]
- Ben 10 (2016)
- Bêtes comme chien[27]
- Billy et Mandy, aventuriers de l'au-delà
- Bounty Hamster
- Basil Brush
- Bakugan
- Calimero
- Camp Lazlo
- Capitaine Caverne[17]
- Capitaine Pugwash
- Ce que j'aime chez toi
- Chop Socky Chooks
- Chowder
- Clarence
- Classe 3000
- Cléo et Chico[10]
- Coache-moi si tu peux
- Courage, le chien froussard[10]
- Dai-Guard[14]
- DC Super Hero Girls
- Détective Conan[10]
- De tout mon cœur
- Diabolo le magnifique
- Douggy et Pony font leur show!
- Dr. Pantastique
- Dragon Ball Z
- Dragons : Cavaliers de Beurk
- Dumb & Dumber
- Ed, Edd & Eddy
- Elliott le Terrien
- Fat Dog Mendoza
- Floricienta
- Freakazoid!
- Fruits Basket
- Foot 2 rue
- Foster, la maison des amis imaginaires
- Generator Rex
- Grangallo Tirevite
- Hero 108
- Hi Hi Puffy AmiYumi
- Hilda
- Histéria!
- Hong Kong Fou Fou
- Infinity Train
- James le chat
- Jimmy délire
- Johnny Bravo[10]
- Johnny Test
- Josie et les Pussycats
- Juniper Lee
- Krypto le superchien
- La Colo magique
- La Famille Addams
- La Forêt de l'Étrange
- La Légende des super-héros
- La Ligue des justiciers
- La Nouvelle Ligue des justiciers
- La Ligue des justiciers : Nouvelle Génération
- Le Fantôme de l'espace
- Le Pacha
- La Panthère Rose[28]
- Le Laboratoire de Dexter
- Le Plein de super
- Léo et Popi
- Les 4 Fantastiques
- Les Aventures de Pénélope Jolie-Cœur
- Les Contes du cimetière
- Les Fous du volant
- Les Fungies
- Les Grandes rencontres de Scooby-Doo
- Les Harlem Globetrotters
- Les Jetson
- Les Jumeaux Barjos[10]
- Les Loonatics[29]
- Les épées méga magiques
- Les Merveilleuses Mésaventures de Flapjack[30]
- Les Mésaventures du Roi Arthur[31]
- Les Pierrafeu
- Les Pierrafeu en culottes courtes
- Les Shadoks
- Les Schtroumpfs
- Les Supers Globetrotters
- Les Super Nanas
- Les Supers Nanas[10]
- Les Supers Nanas Zeta[10],[32]
- Les Treize Fantômes de Scooby-Doo
- Les Trois Ours
- Level Up
- Lippy le lion
- Looney Tunes
- Magilla le Gorille
- Mantalo
- Mao Mao : Héros au coeur pur
- Marvin le Martien
- Megas XLR
- Merrie Melodies
- Mike, Lu & Og[27]
- Minus et Cortex[27]
- Mixels
- Momo et Ursul
- Mon copain de classe est un singe
- Monkie Kid
- Monsieur Belette
- Monster Beach
- Mort et Phil
- Moumoute, un mouton dans la ville
- ¡Mucha Lucha!
- Mumbly
- My Spy Family
- Naruto[32]
- Nexo Knights
- Ninjago : Les Maîtres du Spinjitzu
- Kids Next Door
- OK K.O.!
- Pomme & Oignon
- Popeye
- Prenez garde à Batman !
- Quoi d'neuf Scooby-Doo ?
- Robotboy
- Roquet belles oreilles
- Samouraï Jack
- Sans Secret, l'écureuil agent secret
- Satanas et Diabolo
- Scooby-Doo : Agence Toutou Risques
- Scooby-Doo : Mystères associés
- Scooby-Doo et Scrappy-Doo Show
- Scooby-Doo, où es-tu ?
- Squiddly la pieuvre
- Star Wars: Clone Wars
- Storm Hawks, les seigneurs du ciel
- Sym-Bionic Titan
- SWAT Kats
- Taz-Mania[27]
- Teen Titans
- Tex Avery
- The Mask, la série animée
- The New Woody Woodpecker Show
- ThunderCats
- ThunderCats Rrrr
- Titi et Grosminet
- Titi et Grosminet mènent l'enquête[27]
- Time Squad, la patrouille du temps
- Tom et Jerry[17]
- Tom et Jerry Kids
- Tom et Jerry Tales
- Touché la Tortue
- Transformers: Cybertron[10]
- Un écureuil chez moi
- Unikitty!
- Victor et Valentino
- Vil Con Carne
- Wakfu
- Wally Gator
- Winston Steinburger et Sir Dudley Ding Dong
- Wolverine et les X-Men
- Woody Woodpecker
- Xiaolin Showdown
- Yogi l'ours
- Yo-Kai Watch

## Émissions
Depuis sa création le 24 septembre 1997, la chaîne renouvelle souvent sa programmation. Chaque année à Noël, de 1999 à 2010, Cartoon Network propose des émissions spéciales avec des dessins-animés sur le thème de Noël, avec :
- La Hotte à Cartoon (1999-2004) ;
- Mission Père Noël (2005) ;
- Un Ticket pour Noël (2006) ;
- Cartoon Maboule (2007-2008) ;
- Un Noël trop frais ! (2009) ;
- Les Givrés de Noël (2010) ;

En 2005, durant la période de Pâques, Cartoon Network a diffusé une émission appelée La Ferme Célébritoon, une parodie de l'émission de télé réalité de TF1, La Ferme Célébrités. Cette émission diffuse des séries plus au moins en rapport avec Pâques, la ferme ou les animaux de ferme.
D'autres émissions incluent : 
- Cartoon Network Action Heroes (2012 - 2014) ;
- Cartoon Network MDR (2012 - 2016) ;
- Cartoon Network Movies (2010 - 2015) (2018 -2022) Puis CINÉ(2023-) ;
- Cartoon Network VIP (2011 - 2013) ;
- Scooby-doo fait son Cinéma (2000 - 2015) ;
- Super Matin (2011 - 2012, Relancé sur Boing) ;
- CN Comedy Show (2014 - 2016).
- Cartoon Network Mort De Trouille (2013-2015).
- Cartoon Network Champions (2012)

Le 1er avril 2013, Cartoon Network devient Gumball Network à partir de 9h00 et reprend son nom original à partir de la soirée. Gumball Network est revenu d'avril à juillet 2014 en tant que bloc de programmation.
En mars 2016, les derniers blocs de programmations restants disparaissent de la chaîne, seul Imagination Studios est diffusé jusqu'en juin 2017. Cartoon Network Movies est revenu depuis janvier 2018.
Depuis fin 2018, l'émission Toony Tube est diffusée.
Du 9 juillet 2021 au 31 décembre 2021, le bloc de programmes Cartoon Network Classics est diffusé tous les vendredis à 20 h, diffusant des dessins animés auparavant diffusés tels que Le laboratoire de Dexter, Regular Show ou encore Les Super Nanas.

## LesSoirées Cartoon Network
À partir du début des années 2000, Cartoon Network lance des soirées thématiques chaque soir à 20 h 45 avec des programmes bien distincts. Ces programmes sont, sauf pour les nouveautés, déjà diffusés sur la chaîne à divers horaires et continuent de l'être même après la création de ces soirées.
Le tableau ci-dessous récapitule quel programme est diffusé tel soir. Ces Soirées Cartoon Network sont diffusées jusqu'au milieu des années 2000 environ, bien que par exemple le chien Scooby-Doo fait son cinéma conserveront leur case du dimanche soir jusqu'à la fin des années 2000 et reste encore diffusé plus tard certains matins et après-midis.
En 2002, le programme du jeudi soir Soirée Famille est remplacé par le programme Toonami, soirée consacrée aux garçons avec diffusion des séries de super-héros, laquelle devient une chaîne de télévision en 2016.
L'année suivante en 2003, le programme du lundi soir Boomerang est supprimé en raison de la disparation de tous les programmes d'Hanna-Barbera étant diffusées sur Cartoon Network depuis ses débuts et sont transférés à cette époque sur une nouvelle chaîne de télévision du groupe Turner Broadcasting System France adoptant le nom de l'émission, Boomerang. Il est remplacé par l'émission Power Paillettes présentée par Anna, soirée consacrée aux filles.
Ces soirées se terminent vers 22 h 30 et sont suivies par le programme DZAQC (Désaxé), sorte d'émission parodique.
| Soir de diffusion | Programme(s) diffusé(s) | Programme(s) diffusé(s) |
| Soir de diffusion | Initialement | Puis |
| ----------------- | --- | --- |
| Lundi             | Soirée Boomerang Diffusion de séries animées d'Hanna-Barbera (Les Jetson, Capitaine Caverne, etc.).                                                                                | Power Paillettes Soirée fille avec diffusion des Supers Nanas, d'Angela Anaconda et de Fruits Baskets.                                                                             |
| Mardi             | Totale Tom & Jerry Diffusion des épisodes des séries Tom et Jerry. | Totale Tom & Jerry Diffusion des épisodes des séries Tom et Jerry. |
| Mercredi          | Tous aux Avery - La Folle soirée Tex Avery Diffusion des dessin-animés de Tex Avery.                                                                                               | Tous aux Avery - La Folle soirée Tex Avery Diffusion des dessin-animés de Tex Avery.                                                                                               |
| Jeudi             | Soirée Famille Diffusion de séries animées mettant en scène des familles : Les Pierrafeu, Les Jetson et La Famille Addams.                                                         | Toonami Soirée garçon avec diffusion de séries de super-héros (Batman, La Ligue des justiciers, etc.)                                                                              |
| Vendredi          | Cartoon Cartoons Diffusion des dessin-animés produits par Cartoon Network (Le Laboratoire de Dexter, Cléo et Chico, Monsieur Belette, etc.), remplacé par Cartoon Network Classics | Cartoon Cartoons Diffusion des dessin-animés produits par Cartoon Network (Le Laboratoire de Dexter, Cléo et Chico, Monsieur Belette, etc.), remplacé par Cartoon Network Classics |
| Samedi            | Soirée Looney Tunes Diffusion des dessin-animés des Looney Tunes (Bugs Bunny, Pépé le putois, etc.).                                                                               | Soirée Looney Tunes Diffusion des dessin-animés des Looney Tunes (Bugs Bunny, Pépé le putois, etc.).                                                                               |
| Dimanche          | Scooby-Doo fait son cinéma Diffusion des dessin-animés mettant en scène le chien Scooby-Doo (Les Grandes rencontres de Scooby-Doo, Scooby-Doo, où es-tu ?, etc.)                   | Scooby-Doo fait son cinéma Diffusion des dessin-animés mettant en scène le chien Scooby-Doo (Les Grandes rencontres de Scooby-Doo, Scooby-Doo, où es-tu ?, etc.)                   |

## Diffusion
Depuis son démarrage en France, la chaîne est également diffusée dans les pays limitrophes comme la Suisse et le Luxembourg (incluant son pendant germanophone) et en Belgique (avec son pendant néerlandophone ainsi qu'en Afrique francophone,. Depuis le 13 mai 2014, la version française de Cartoon Network est disponible en haute définition ; il s'agit de la quatrième chaîne jeunesse française à être diffusé en HDTV,.

### France
La chaîne est distribuée par SFR, Free et Prime Video via le Pass Warner.
La chaîne ainsi que les autres chaînes du groupe Warner Bros. Discovery France, telles que Warner TV, Boing, TCM Cinéma ou Toonami, ne sont plus disponibles dans les offres CANAL+ depuis le 10 janvier 2023. Mais les négociations reprennent pour la reprise de la chaîne et des chaînes Warner TV, Boing, TCM Cinéma et Toonami dans les offres CANAL+. La chaîne disparaît également des opérateurs où la chaîne était distribuée par CANAL, notamment Free et Bouygues Télécom.
Le 18 avril 2023, le groupe Free annonce avoir conclu un accord avec Warner Bros. Discovery France, leur permettant de diffuser à nouveau l'ensemble des chaînes du groupe, telles que Warner TV, Discovery Channel mais également Cartoon Network sur le service Freebox TV et OQEE by Free jusqu'au 31 mai 2023. La chaîne n'est désormais plus dépendante des offres CANAL+ et est disponible individuellement sur le service.
La chaine est devenue payante à partir du 1er juin 2023 à 2h sur l'opérateur Free.

### Suisse
Depuis le 26 février 2007, elle diffuse une fenêtre publicitaire commercialisée par l'entreprise Goldbach Media, basée en Suisse, gérant déjà de plusieurs fenêtres publicitaires. Il n'existe pas de signal satellite spécifique à la Suisse, les publicités sont insérées localement par les téléréseaux par-dessus le signal original. Depuis le 13 novembre 2009, la fenêtre publicitaire de Cartoon Network est diffusée 24h /24 sur le câble analogique en Suisse. Cela fait suite à une décision de Turner Broadcasting System de supprimer la diffusion en canal partagé avec TCM. Le programme Cartoon Network est ultérieurement retiré de CanalSat en Suisse.
Du 1er mars 2011 à 2015, Adult Swim est diffusé via une fenêtre de programme sur le canal suisse de Cartoon Network. Ce programme est diffusé chaque jour de 23 h à 1 h, via le même système que la fenêtre publicitaire. Il n'existe donc pas de diffusion par satellite de cette fenêtre de programme.
En Suisse, Cartoon Network est disponible gratuitement chez tous les opérateurs.

### Belgique
La version française n'est proposée qu'à Bruxelles et en Wallonie. La version néerlandaise est proposée en Flandre et à Bruxelles, en HD contrairement à son homonyme français n'étant qu'en SD.

### Luxembourg
Cartoon Network faisait partie des chaînes incluses dans l'offre de base du câble analogique proposé par Eltrona. À l'époque, Eltrona était le seul fournisseur à proposer cette chaîne en version française. Les autres opérateurs au Luxembourg offrent la version allemande de Cartoon Network en option payante (fréquemment incluse dans le bouquet Sky). Cependant, depuis la transition vers la diffusion numérique, Eltrona a rendu cette chaîne payante, de même que la POST.
L'opérateur Tango, appartenant à Proximus, est le seul à inclure cette chaîne dans son offre de base. Ce dernier diffuse le contenu belge de Cartoon Network. La grille de programmation demeure identique à celle de la France, sauf pour les annonces publicitaires adaptées au marché belge.

## Direction
- Directeur général Warner Bros. Discovery France : Pierre Branco
- Directrice des chaines jeunesse : Ariane Suveg
- Directeur des programmes : Guillaume Le Gros
- Responsable des contenus : Clemence Gonthier
- Coordinatrice de programmation et planification : Chloé Hamelin
- Responsables de presse et RP : Adrien Fallu